# Joseph D. Kelly
Joseph D. Kelly (* vor 1942; † 21. September 2006) war ein US-amerikanischer Toningenieur, der 1963 für einen Oscar nominiert war und 1975 einen Oscar im Bereich Wissenschaft und Entwicklung entgegennehmen konnte.

## Berufliches
Joseph D. Kelly trat bei der Oscarverleihung 1963 in Erscheinung, als er in der Kategorie „Bester Ton“ für seine Arbeit an Robert Aldrichs Literaturverfilmung Was geschah wirklich mit Baby Jane? mit Bette Davis und Joan Crawford in den Hauptrollen für einen Oscar nominiert war. Kelly war zu der Zeit Mitarbeiter im Seven Arts-Warner Bros. Glen Glenn Sound Department. Der Oscar ging jedoch an John Cox und den britischen Monumental- und Historienfilm Lawrence von Arabien.
Für seine Arbeit an einer Steuerkonsole, die der Weiterentwicklung von Tonaufzeichnungen für die Filmproduktion diente, wurde Kelly 1975 mit einem sogenannten Technik-Oscar belohnt. 1978 trat er noch einmal in Erscheinung, als ihm im Nachspann des romantischen Filmdramas In der Glut des Südens von Terrence Malick mit Richard Gere, Brooke Adams und Sam Shepard neben weiteren Filmschaffenden ein spezieller Dank ausgesprochen wurde.  

## Filmografie
- 1963: Was geschah wirklich mit Baby Jane? (What Ever Happened to Baby Jane?)

## Auszeichnungen
- Oscarverleihung 1963: nominiert in der Kategorie „Bester Ton“ für den Film Was geschah wirklich mit Baby Jane?
- Oscarverleihung 1975: Gewinner des Scientific and Engineering Award für das Design neuer Audio-Steuerkonsolen, die den Stand der Technik der Tonaufzeichnung und der Aufzeichnung für die Filmproduktion weiterentwickelt haben.